# جان گرفتن پسوخه با بوسه کوپیدو

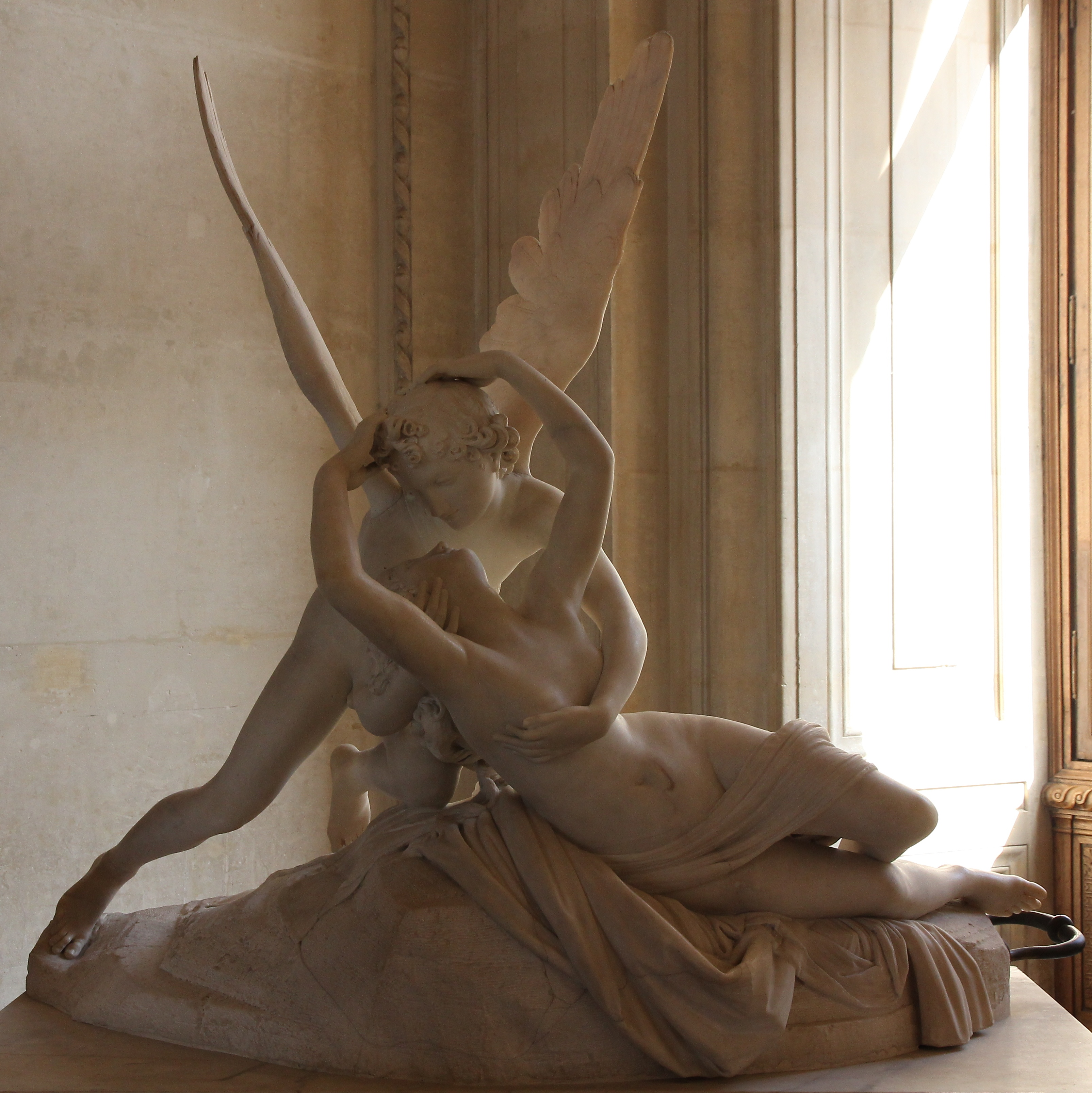
نسخهٔ اصلی جان گرفتن پسوخه با بوسه کوپیدو در موزهٔ لوور.

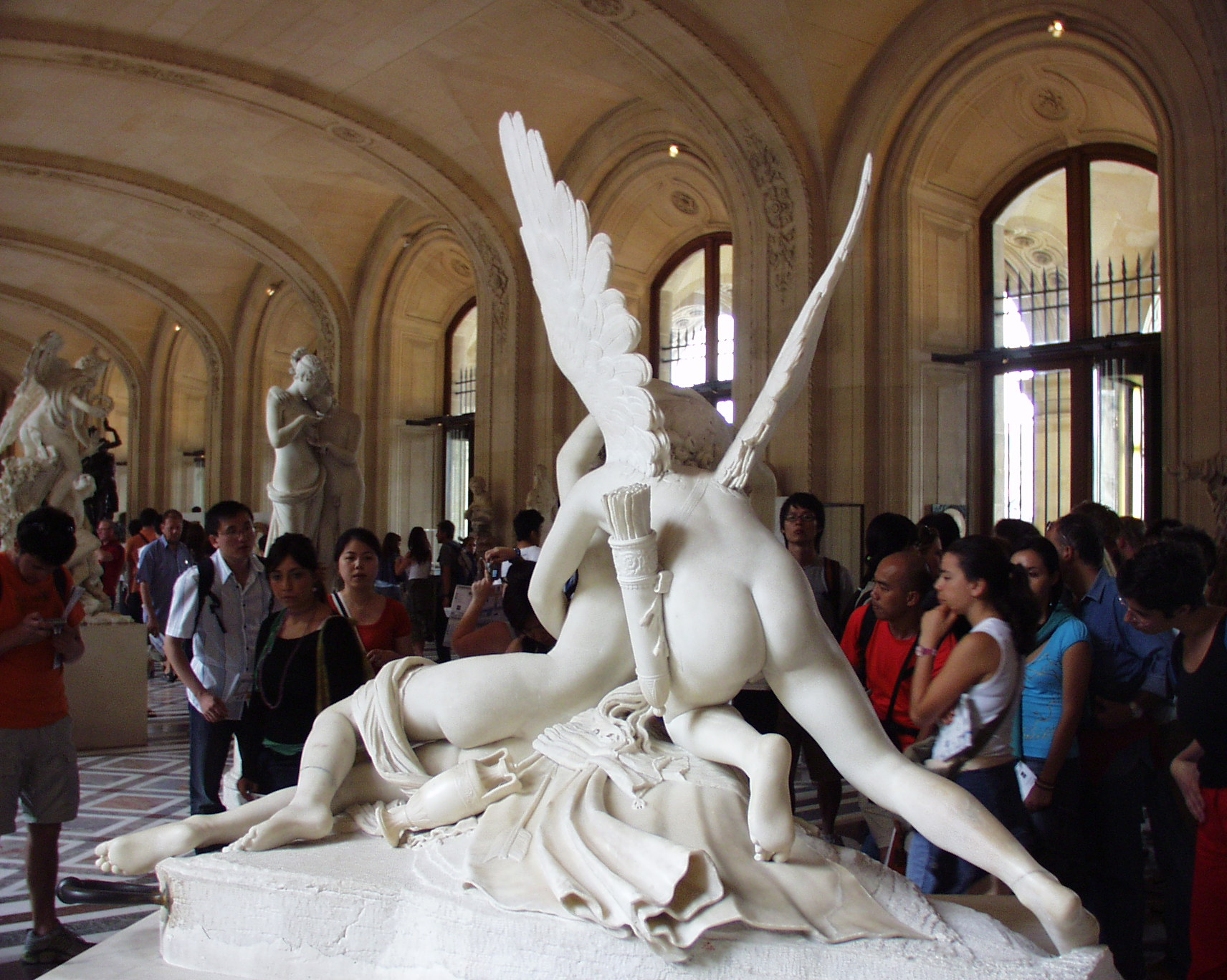
نمای مجسمه (نسخهٔ لوور) از پشت

پسوخه با بوسهٔ کوپیدو جان می‌گیرد (انگلیسی: Psyche Revived by Cupid's Kiss) یا پسیخه و کوپید (به ایتالیایی: Amore e Psiche) تندیسی از آنتونیو کانووا پیکرتراش ایتالیایی است که سال ۱۷۸۷ آفریده شد و از شاهکارهای تندیس‌گری نئوکلاسیک به‌شمار می‌رود. آفرینش این مجسمه الهام‌گرفته از عشق پسوخه و کوپیدو در داستان لاتین الاغ طلایی نوشتهٔ آپولیوس است که درست لحظه‌ای پس از به‌هوش آمدن پسوخه با بوسهٔ کوپیدو را به تصویر می‌کشد.
نسخهٔ اصلی مجسمه را ژواکیم مورات سال ۱۸۰۰ تهیه کرد که پس از مرگش به موزه لوور پاریس منتقل شد و همان‌جا نگهداری می‌شود. نسخهٔ دیگر تندیس را شاهزاده نیکلای یوسوپف سال ۱۷۹۶ از کانووا در رم خرید و اکنون در موزه ارمیتاژ سن پترزبورگ نگهداری می‌شود.